# Vladimir Jugović
Vladimir Jugović (Servisch: Владимир Југовић) (Trstenik, 30 augustus 1969) is een Joegoslavisch voormalig voetballer, afkomstig uit Servië. 

## Clubvoetbal
Jugović begon zijn carrière in 1989 bij Rode Ster Belgrado en speelde in zijn periode bij Rode Ster Belgrado ook een seizoen op huurbasis bij FK Rad. Als jonge speler maakte hij mee hoe zijn club Rode Ster Belgrado in 1991 de Europacup I won en later de wereldbeker voor clubteams. Ook werden in die periode bij Rode Ster Belgrado drie landstitels gewonnen.
In januari 1992 vertrok Jugović naar Italië om uit te komen voor Sampdoria. Met deze club won hij de Coppa Italia. Hier maakte hij furore en verdiende een transfer naar Juventus. Met Juventus won hij in 1996 de UEFA Champions League en maakte in de strafschoppenserie tegen Ajax de beslissende strafschop. Met Juventus maakte hij zijn grootste successen mee; ook met deze club won Jugović de wereldbeker voor clubteams (1997) en won tevens de Serie A en UEFA Super Cup. Daarna kwam Jugović een jaar uit voor SS Lazio, waarmee hij de Supercoppa Italiana won.
In 1998/99 kwam Jugović een seizoen uit voor Atlético Madrid. Daarna werd hij door Internazionale teruggehaald naar Italië, waar hij een contract tekende voor vier seizoenen. De laatste twee daarvan diende hij uit in het shirt van AS Monaco. Vanaf 2003 bouwde de speler af via Admira Wacker en Rot Weiss Ahlen. In de zomer van 2005 hield de speler het voor gezien als profvoetballer.

## Interlandvoetbal
Jugović was jarenlang een vaste waarde op het middenveld bij Joegoslavië. Hij maakte zijn debuut in 1991 en deed mee op het wereldkampioenschap voetbal 1998 en het Europees kampioenschap voetbal 2000. In totaal speelde hij 42 interlands.

## Spelerscarrière
- Rode Ster Belgrado (1989–1992)
- FK Rad (1990, op huurbasis)
- Sampdoria (1992–1995)
- Juventus (1995–1997)
- SS Lazio (1997–1998)
- Atlético Madrid (1998–1999)
- Internazionale (1999–2001)
- AS Monaco (2001–2003)
- Admira Wacker (2003–2004)
- Rot Weiss Ahlen (2004–2005)

## Erelijst
Rode Ster Belgrado
- Prva Liga: 1989/90, 1990/91, 1991/92
- Europacup I: 1990/91
- Intercontinental Cup: 1991

 Sampdoria
- Coppa Italia: 1993/94

 Juventus
- Serie A: 1996/97
- UEFA Champions League: 1995/96
- Intercontinental Cup: 1996
- UEFA Super Cup: 1996

 SS Lazio
- Coppa Italia: 1997/98

 AS Monaco
- Coupe de la Ligue: 2002/03

Individueel
- Man van de Wedstrijd – Wereldbeker voor clubteams [1]